# Аве (село)
Аве (фр. Aveux) насеље је и општина у јужној Француској у региону Миди Пирене, у департману Горњи Пиринеји која припада префектури Бањер де Бигор.
По подацима из 2011. године у општини је живело 52 становника, а густина насељености је износила 16,88 становника/km². Општина се простире на површини од 3,08 km². Налази се на средњој надморској висини од 587 метара (максималној 1.079 m, а минималној 479 m).

## Демографија
| 1962. | 1968. | 1975. | 1982. | 1990. | 1999. | 2011. |
| ----- | ----- | ----- | ----- | ----- | ----- | ----- |
| 48    | 48    | 47    | 54    | 49    | 55    | 52    |

График промене броја становника у току последњих година